# Robert Štěrba
Robert Štěrba (Praga, 6 de març de 1961) va ser un ciclista txecoslovac, d'origen txec, que s'especialitzà en la pista. Va guanyar una medalla de bronze al Campionat del món en Persecució per equips de 1983.